# Paweł Majerski
Paweł Majerski (ur. 30 grudnia 1968 w Będzinie) – historyk literatury, krytyk literacki, badacz awangardy, regionalista.

## Życiorys
Ukończył polonistykę na Wydziale Filologicznym Uniwersytetu Śląskiego w Katowicach, doktor habilitowany, od 2019 roku profesor Uniwersytetu Śląskiego. Pracownik Instytutu Literaturoznawstwa Wydziału Humanistycznego UŚ. W latach 2002–2005 wicedyrektor Instytutu Nauk o Literaturze Polskiej im. Ireneusza Opackiego, 2003–2013 kierownik Pracowni Życia Literackiego na Górnym Śląsku i w Zagłębiu Dąbrowskim. W latach 1999–2003 sekretarz Zarządu Oddziału Stowarzyszenia Pisarzy Polskich w Katowicach. Teksty krytycznoliterackie publikował m.in. na łamach „Nowych Książek”, „Twórczości”, „Kwartalnika Artystycznego”, „Autografu”, „FA-artu”, „Opcji”, „Śląska”. Stały współpracownik miesięcznika „Śląsk”. Mieszka w Dąbrowie Górniczej.

## Książki
- Jerzy Jankowski. Wyd. „Śląsk” – Spółka z o.o. Katowice 1994, ss. 104.
- Układy sprawdzeń. W kręgu Nowej Fali. Wyb. dokonał i oprac. … Wyd. „Śląsk” – Spółka z o.o. Katowice 1997, ss. 268 + 4 nlb.
- Anarchia i formuły. Problemy twórczości poetyckiej Anatola Sterna. Wyd. Uniwersytetu Śląskiego. Katowice 2001, ss. 248.
- Odmiany awangardy. Wyd. „EGO” [Stowarzyszenie Pisarzy Polskich Oddział w Katowicach]. Katowice 2001, ss. 178 + 2 nlb. „Biblioteka Katowicka”, tom 5.
- Hybrydy. „O młodej poezji” z lat sześćdziesiątych. Wyd. Uniwersytetu Śląskiego. Katowice 2011, ss. 212.
- Górny Śląsk i Zagłębie Dąbrowskie. Szkice o dwudziestowiecznej kulturze regionów. Wyd. Uniwersytetu Śląskiego. Katowice 2016, ss. 226.
- Lektury w czasie. Wyd. Uniwersytetu Śląskiego. Katowice 2018, ss. 314.
- Nowocześni i nowoczesne. Konstelacje wyobraźni. Wyd. Uniwersytetu Śląskiego. Katowice 2020, ss. 230.

## Studia i szkice naukowe
(wybór)
- Jerzy Jankowski i symbolistyczna autodestrukcja. (O zapomnianym epizodzie wileńskiej poezji). „Ruch Literacki” 1994, z. 1–2 (202–203), s. 81–95.
- Poetycka summa Tadeusza Gajcego. Wprowadzenie do lektury wiersza „Schodząc”. W: Liryka polska XX wieku – analizy i interpretacje. Pod red. W. Wójcika, przy współudz. E. Tutaj. Wyd. Uniwersytetu Śląskiego. Katowice 1994, s. 39–50.
- Brunona Jasieńskiego re-konstruowanie literatury i świata. Przygotowanie do lektury powieści „Palę Paryż”. W: Między Kadenem a Andrzejewskim. W kręgu powieści polskiej XX wieku. Studia i szkice pod red. W. Wójcika, przy współudz. B. Gutkowskiej. Wyd. Uniwersytetu Śląskiego. Katowice 1995, s. 20–38. Publikacja w języku czeskim: Bruna Jasieńského re-konstrukce literatury a svĕta. (O románu „Pálim Pařiž"). Tłum. A. Lamers. W: Žánry živé, mrtvé, revitalizované. Red. L. Pavera. Wyd. Slezská univerzita v Opavĕ. Opava 2006, s. 121–137.
- Spalone mosty polskiego romantyzmu... (nad „Piłsudskim” Anatola Sterna). W: Mity, stereotypy, konwencje. Prace ofiarowane Włodzimierzowi Wójcikowi. Pod. red. B. Gutkowskiej, M. Kisiela i E. Tutaj. Wyd. Kwartalnik Literacki „FA-Art”. Katowice 1995, s. 31–42.
- Sytuacja futuryzmu polskiego po przełomie październikowym (na marginesie sporu Anatola Sterna z Antonim Słonimskim). W: Przełomy: rok 1956. Studia i szkice o polskiej literaturze współczesnej. Pod red. W. Wójcika, przy współudz. M. Kisiela. Wyd. Uniwersytetu Śląskiego. Katowice 1996, s. 55–76.
- W koleinach racjonalizmu. (Glosy do utworu „Nasz przyjaciel stół...” Anatola Sterna). „Ruch Literacki” 1998, z. 2 (227), s. 189–204.
- „...to świat zwykły nie zaświaty”. Eschatologiczny dialog Anatola Sterna i Tadeusza Różewicza. W: Słowo za słowo. Szkice o twórczości Tadeusza Różewicza. Pod red. M. Kisiela i W. Wójcika Wyd. Kwartalnik Literacki „FA-Art”. Katowice 1998, s. 68–89.
- Boczny tor awangardowego eksperymentu. (O powieściach Jana Brzękowskiego). „Ruch Literacki” 1999, z. 6 (237), s. 649–662. Przedr. w: Česká a polská emigrační literatura. Sbornik z mezinárodní vĕdecké konference. Red. L. Martinek, M. Tichý. Opava [Slezská Univerzita v Opavĕ. Filozoficko-Přírodovĕdecká Fakulta Ústav Bohemistiky a Knihovnictvi] 2002, s. 180–192.
- O języku (w) poezji Anatola Sterna. „Przegląd Humanistyczny” 1999, nr 6, s. 103–124. Wersja skrócona: „Widzenie rzeczy”. O języku (w) poezji Anatola Sterna. W: Stabilita a labilita žánrů. Red. L. Pavera. Wyd. Slezská univerzita v Opavĕ. Opava 2005, s. 201–223.
- Strategia dyletanta. Tekst i konteksty „Kobiet wyśnionych” Anatola Sterna. W: Liryka polska XX wieku. Analizy i interpretacje. Seria 2. Pod red. W. Wójcika, przy współudz. D. Opackiej-Walasek. Wyd. Uniwersytetu Śląskiego. Katowice 2000, s. 40–56.
- „Odnowa uzębienia naszej świadomości”, czyli neofuturystyczne tendencje w polskim obiegu alternatywnym. W: Nowoczesność. Materiały z X Konferencji Pracowników Naukowych i Studentów (Katowice – kwiecień 1997). Red. M. Tramer, A. Bąk. Wyd. Gnome. Katowice 2000, s. 163–170.
- W stanie Niepokoju. Tadeusza Różewicza „zawsze fragment. recycling”. W: Światy Tadeusza Różewicza. Materiały konferencji naukowej pod patronatem JM Rektora Uniwersytetu Śląskiego, Katowice, 28 kwietnia 1999 roku. [Red. M. Kisiel, W. Wójcik]. Wyd. Gnome. Katowice 2000, s. 125–139. Przedr. w: Sborník Prací Filozoficko-Přírodovĕdecké Fakulty Slezské Univerzity v Opavĕ. Řada Literárnĕvĕdná. Series Scientiae Litterarum. Red. L. Pavera. Opava 2001, s. 90–102. „Studia Minora Facultatis Philosophiae et Rerum Naturalium Universitatis Silesianae Opaviensis”.
- Liryczne wędrówki z zagłębiowskim paszportem. W: Zagłębie Dąbrowskie. W poszukiwaniu tożsamości regionalnej. Red. M. Barański. Wyd. Uniwersytetu Śląskiego. Katowice 2001, s. 327–333.
- Górnośląski ruch literacki po roku 1989. W: Śląsk literacki. Materiały V sesji śląskoznawczej Pracowników Naukowych, Studentów i Gości Wydziału Filologicznego Uniwersytetu Śląskiego. Katowice 8–9 listopada 2000. Pod red. M. Kisiela, B. Morcinek-Cudak i T. M. Głogowskiego. Wyd. Fundacja Pallas Silesia. Katowice 2001, s. 118–133.
- Życie literackie Sosnowca. W: Instytucje kultury a środowiska twórcze Sosnowca. Materiały sesji naukowej zorganizowanej przez Miejską Bibliotekę Publiczną w Sosnowcu 8 maja 2001 roku. Pod red. E. Kosowskiej. Wyd. Miejska Biblioteka Publiczna im. G. Daniłowskiego. Sosnowiec 2002, s. 109–123.
- Konkret – koncept – znaki. Notatki o tekstach wizualnych. W: Godność i styl. Prace dedykowane Włodzimierzowi Wójcikowi. Pod red. M. Kisiela, przy współudz. … i Z. Marcinowa. Wyd. Uniwersytetu Śląskiego. Katowice 2003, s. 298–307.
- „W poezji nie można powracać”. Notatki o wierszach Lecha Piwowara. W: Literackie Zagłębie. Materiały I Sesji Zagłębiowskiej Miejskiej Biblioteki Publicznej im. Gustawa Daniłowskiego w Sosnowcu oraz Instytutu Nauk o Literaturze Polskiej Uniwersytetu Śląskiego w Katowicach. Red. M. Kisiel, … Wyd. Miejska Biblioteka Publiczna im. G. Daniłowskiego. Sosnowiec 2003, s. 79–92.
- Urodzeni sosnowiczanie. O bohaterach zagłębiowskiej powieści Edwarda Kudelskiego. W: Biografie z Zagłębia. Materiały II Sesji Zagłębiowskiej. Red. M. Kisiel, ... Wyd. Miejska Biblioteka Publiczna im. G. Daniłowskiego. Sosnowiec 2004, s. 91–99.
- Młody, idący... O Wacławie Stacherskim (1915–1944). W: Rocznik Sosnowiecki 2004. T. XIII: Pamięć miejsca. Red. M. Kisiel. Wyd. Muzeum w Sosnowcu. Sosnowiec 2005, s. 97–109. Wersja poszerz. w: Śląskie Miscellanea. T. 19. Red. K. Heska-Kwaśniewicz. Wyd. Uniwersytetu Śląskiego. Katowice 2006, s. 126–134.
- Wyobraźnia urealniona? Z notatek o „poezji najnowszej”. W: Spotkanie. Księga jubileuszowa dla Profesora Aleksandra Wilkonia. Red. M. Kita, B. Witosz. Wyd. Uniwersytetu Śląskiego. Katowice 2005, s. 259–271.
- „Miazga zdarzeń”. Tekst i konteksty „Młota” Andrzeja K. Waśkiewicza. W: Liryka polska XX wieku. Analizy i interpretacje. Seria 3. Red. W. Wójcik, J. Kisielowa. Wyd. Uniwersytetu Śląskiego. Katowice 2005, s. 139–153. Przedr.: „Integracje” t. XXXI. [red. J. Koperski, A. K. Waśkiewicz]. Warszawa 2006, s. 77–82.
- Legenda Zagłębia – reaktywacja? W: O Janie Pierzchale. Materiały III Sesji Zagłębiowskiej. Sosnowiec, 9 grudnia 2004 roku. Red. M. Kisiel, … Wyd. Miejska Biblioteka Publiczna im. G. Daniłowskiego. Sosnowiec 2005, s. 53–62.
- „Stamtąd się wywodzimy”. O awangardowych „Hybrydach”. W: Czytanie Dwudziestolecia. Red. E. Hurnik, A. Wypych-Gawrońska. Wyd. Akademii im. Jana Długosza. Częstochowa 2005, s. 17–23.
- W strumieniu prostych słów. Stereotypowe aktualizacje w liryce Anatola Sterna z lat czterdziestych i pięćdziesiątych. W: Nasz XX wiek. Style, tematy, postawy pisarskie. Red. A. Opacka, M. Kisiel. Wyd. Wyższa Szkoła Zarządzania Marketingowego i Języków Obcych w Katowicach. Katowice 2006, s. 44–64.
- Milcząc w skowycie. Wokół „Drzewa ciemności” Stanisława Wygodzkiego. W: Mozaika kultur. Materiały IV Sesji Zagłębiowskiej. Sosnowiec, 1 grudnia 2005. Red. M. Kisiel, … Wyd. Miejska Biblioteka Publiczna im. G. Daniłowskiego. Sosnowiec 2006, s. 85–100.
- Kosmos wewnętrzny i Historia. O wierszu „Mój pierwszy świat mniejszy od świata beze mnie”  Krzysztofa Gąsiorowskiego. W: Liryka polska XX wieku. Analizy i interpretacje. Seria 4. Red. D. Opacka-Walasek, przy współudz. E. Dutki. Wyd. Uniwersytetu Śląskiego. Katowice 2007, s. 74–92.
- Międzyinstytutowa Pracownia Życia Literackiego na Górnym Śląsku i w Zagłębiu Dąbrowskim – perspektywy i zamierzenia. Komunikat. W: Perspektywy literackich badań śląskoznawczych. Red. K. Heska-Kwaśniewicz, J. Lyszczyna. Wyd. Gnome. Katowice 2007, s. 128–132.
- „Testament” i skarga. O „Liście do Pozostałych” Edwarda Stachury. „Autograf” 2008, nr 2–3 (102–103), s. 15–20. Przedr. w: Řánr – ponorná řeka. Gatunek, rzeka podziemna. Red. L. Pavera. Wyd. Verbum. Praha 2009, s. 135–153. Zob. …: Hybrydy. „O młodej poezji” z lat sześćdziesiątych…, s. 153–175.
- Sen, pamięć i liryczne konwencje. O „Widzeniu” Zbigniewa Jerzyny. W: Liryka polska XX wieku. Analizy i interpretacje. Seria 5. Red. D. Opacka-Walasek, przy współudz. … Wyd. Uniwersytetu Śląskiego, Studio 29. Katowice 2010, s. 77–92.
- Concept album. O „Odwróconym świetle” Tymoteusza Karpowicza. W: Interpretując dalej. 34 najważniejsze książki poetyckie lat 1945–1989. Red. A. Kałuża, A. Świeściak. Towarzystwo Autorów i Wydawców Prac Naukowych UNIVERSITAS. Kraków 2011, s. 271–283.
- Technologia – biologia – rzeczy ostateczne (notatka o kilku rozmowach Stanisława Lema). W: Architektura textu. Sborník k 80. narozeninám Františka Všetičky. Red. L. Pavera, I. Pospíšil. Wyd. Verbum. Praha 2012, s. 116–118.
- Struktury, modele, konstelacje. Józefa Bujnowskiego systematyka poezji konkretnej. W: Zesłania i powroty. Twórczość Józefa Bujnowskiego. Red. W. Ligęza, J. Pasterska. Wyd. Uniwersytetu Rzeszowskiego. Rzeszów 2014, s. 43–50.
- Wstęp [współaut. E. Bartos, D. Chwolik, K. Niesporek]. W: Literatura popularna. T. 2: Fantastyczne kreacje światów. Red. E. Bartos, D. Chwolik, …, K. Niesporek. Wyd. Uniwersytetu Śląskiego. Katowice 2014, s. 9–12.
- „Ze strzępów strzępy”. O wierszu „Błądzę” Stanisława Krawczyka. W: Światy poetyckie Stanisława Krawczyka. Red. M. Kisiel, … „Śląsk” Wydawnictwo Naukowe. Katowice 2014, s. 103–109.
- Mila Elin. Jeszcze raz o stażystce Tadeusza Peipera. W: Czytanie Dwudziestolecia IV. T. 1. Red. J. Warońska, E. Wróbel. Wyd. Akademii im. J. Długosza. Częstochowa 2016, s. 149–168.
- Poezja w Sosnowcu i o Sosnowcu. W: Sosnowiec. Obraz miasta i jego dzieje. T. 1. Red. A. Barciak, A. T. Jankowski. Wyd. Muzeum w Sosnowcu. Sosnowiec 2016, s. 144–155.
- „O dwóch rozmowach (Oak Park / Puszczykowo / Oak Park)” Tymoteusza Karpowicza, Andrzeja Falkiewicza, Krystyny Miłobędzkiej. W: Literatura polska obu Ameryk. Studia i szkice. Seria druga. Red. B. Szałasta-Rogowska. Wyd. Uniwersytetu Śląskiego Katowice 2016, s. 471–478.
- „Zabrano ptakom smagłość lotu”. Miasto w poezji Zygmunta Ławrynowicza. „Fraza” 2015, nr 4 (90). Przedr. w: Strącony z rodzinnego gniazda wprost w kipiel epoki. Twórczość Zygmunta Ławrynowicza. Studia i szkice pod red. A. Jakubowskiej-Ożóg i J. Wolskiego. Wyd. Uniwersytetu Rzeszowskiego. Rzeszów 2017, s. 132–137.
- Twarze Władysława Broniewskiego. Na marginesie „pamiętnika” i publicystyki. W: Historia – biografia – literatura. Studia i szkice o literaturze polskiej XX i XXI wieku. Red. E. Dutka, M. Kisiel. Wyd. Uniwersytetu Śląskiego. Katowice 2019, s. 51–67.
- Wstęp [współaut. E. Bartos, K. Niesporek]. W: Pergamin wspomnień. Szkice o poezji Mariana Kisiela. Red. E. Bartos, …, K. Niesporek. Wyd. słowo / obraz terytoria. Gdańsk 2019, s. 5–16.
- Gościnne żebra liter. O poetyckiej eschatologii Mariana Kisiela. W: Pergamin wspomnień. Szkice o poezji Mariana Kisiela. Red. E. Bartos, …, K. Niesporek. Wyd. słowo / obraz terytoria. Gdańsk 2019, s. 75–107.
- Jak „zrozumieć wszechbyt”? Stylizacje i modernizacje poetyckie Tytusa Czyżewskiego. W: Obrazy Boga w literaturze polskiej XX i XXI wieku. Od pierwszej do drugiej wojny światowej. Red. J.M. Ruszar, D. Siwor. Wyd. Naukowe ATH, Instytut Myśli Józefa Tischnera. Bielsko-Biała – Kraków 2019, s. 81–101.
- „Miażdż czaszki trybami maszyn”. O Bogu i buncie w „Psalmie” Stanisława Grędzińskiego. W: Dwudziestolecie międzywojenne. Nowe spojrzenia. Red. J. Pasterski. Wyd. Uniwersytetu Rzeszowskiego. Rzeszów 2019, s. 34–64.
- Erotyki Peipera. O lekturze Andrzeja. K. Waśkiewicza. W: Płeć awangardy. Red. M. Baron-Milian, A. Kałuża, K. Szopa. Wyd. Uniwersytetu Śląskiego. Katowice 2019, s. 133–146.
- „Budować. Burzyć! Tworzącym skinieniem...” O krwi, ogniu i dymie w liryce Lecha Piwowara. „Śląskie Studia Polonistyczne” 2020, nr 2 (16).
- Poezja bez gwarancji. O twórczości Genowefy Jakubowskiej-Fijałkowskiej i Ewy Jarockiej. „Studia Filologiczne Uniwersytetu Jana Kochanowskiego w Kielcach” 2020, t. 33, s. 293–310.

## Bibliografie
(wybór)
- Bibliografia Stanisława Krawczyka. W: Światy poetyckie Stanisława Krawczyka. Red. M. Kisiel, …. „Śląsk”  Sp. z o.o. Wydawnictwo Naukowe. Katowice 2014, s. 129–135.
- Bibliografia Andrzeja Szuby. W: Światy poetyckie Andrzeja Szuby. Red. M. Kisiel, … „Śląsk” Wydawnictwo Naukowe. Katowice 2016, s. 159–173.
- Bibliografia Wilhelma Szewczyka. W: Światy poetyckie Wilhelma Szewczyka. Red. M. Kisiel, K. Niesporek. „Śląsk”  Sp. z o.o. Wydawnictwo Naukowe. Katowice 2016, s. 162–166.
- Bibliografia Tadeusza Sławka. W: Światy poetyckie Tadeusza Sławka. Red. E. Bartos, M. Kisiel. „Śląsk”  Sp. z o.o. Wydawnictwo Naukowe. Katowice 2017, s. 219–226.
- Bibliografia poetycka Feliksa Netza. W: Światy poetyckie Feliksa Netza. Red. J. Kisiel, M. Kisiel. „Śląsk”  Sp. z o.o. Wydawnictwo Naukowe. Katowice 2017, s. 267–274.
- Bibliografia poetycka Bolesława Lubosza. W: Światy poetyckie Bolesława Lubosza. Red. M. Kisiel, K. Niesporek. „Śląsk”  Sp. z o.o. Wydawnictwo Naukowe. Katowice 2018, s. 168–176.
- Bibliografia poetycka Jerzego Lucjana Woźniaka. W: Światy poetyckie Jerzego Lucjana Woźniaka. Red. M. Kisiel, K. Niesporek. „Śląsk”  Sp. z o.o. Wydawnictwo Naukowe. Katowice 2019, s. 163–168.
- Bibliografia poetycka Edwarda Zymana. W: Światy poetyckie Edwarda Zymana. Red. M. Kisiel, B. Szałasta-Rogowska. „Śląsk”  Sp. z o.o. Wydawnictwo Naukowe. Katowice 2019, s. 259–278.
- Bibliografia poetycka Stanisława Horaka. W: Światy poetyckie Stanisława Horaka. Red. E. Bartos, M. Kisiel. „Śląsk”  Sp. z o.o. Wydawnictwo Naukowe. Katowice 2021, s. 196–201.
- Bibliografia poetycka Genowefy Jakubowskiej Fijałkowskiej. W: Światy poetyckie Genowefy Jakubowskiej Fijałkowskiej. Red. J. Kisiel, K. Niesporek. „Śląsk”  Sp. z o.o. Wydawnictwo Naukowe. Katowice 2021, s. 191–199.

## Prace redakcyjne
(wybór)
- Geny. Ustroń 22–23 października 1999. Red ... Wyd. EGO [Stowarzyszenie Pisarzy Polskich Oddział w Katowicach]. Katowice 2000, ss. 48.
- Destruktor symbolu. Szkice o twórczości Stanisława Krawczyka. Red. ... Wyd. Miejski Ośrodek Kultury. Czerwionka-Leszczyny 2002, ss. 73+3 nlb.
- Dialog w środku Europy: Język uzupełnień. Materiały Międzynarodowej Konferencji Krytyków i Poetów. Ustroń, 22–23 września 2001. Red. ... Wyd. EGO [Stowarzyszenie Pisarzy Polskich Oddział w  Katowicach]. Katowice 2002, ss. 69+3 nlb.
- Pisarze i badacze literatury w Zagłębiu Dąbrowskim. Słownik biobibliograficzny. Red. ... T. 1. Wyd. Miejska Biblioteka Publiczna im. G. Daniłowskiego. Sosnowiec 2002, ss. 238.
- Pisarze i badacze literatury w Zagłębiu Dąbrowskim. Słownik biobibliograficzny. Red. ... T. 2. Wyd. Miejska Biblioteka Publiczna im. G. Daniłowskiego. Sosnowiec 2002, ss. 264.
- Godność i styl. Prace dedykowane Włodzimierzowi Wójcikowi. Red. M. Kisiel, przy współudz. ... i Z. Marcinowa. Wyd. Uniwersytetu Śląskiego. Katowice 2003, ss. 354.
- Dialog w środku Europy: rok 2002. Materiały III Międzynarodowej Konferencji Krytyków i Poetów zorganizowanej przez Miejski Ośrodek Kultury oraz Stowarzyszenie Pisarzy Polskich Oddział w Katowicach. Czerwionka-Leszczyny, 13–14 września 2002. Red. ... Wyd. Miejski Ośrodek Kultury. Czerwionka-Leszczyny 2003, ss. 80.
- Literackie Zagłębie. Materiały I Sesji Zagłębiowskiej Miejskiej Biblioteki Publicznej im. Gustawa Daniłowskiego w Sosnowcu oraz Instytutu Nauk o Literaturze Polskiej Uniwersytetu Śląskiego w Katowicach. Sosnowiec, 22 listopada 2002 roku. Red. M. Kisiel, ... Wyd. Miejska Biblioteka Publiczna im. G. Daniłowskiego. Sosnowiec 2003, ss. 136 + 2 nlb.
- Dialog w środku Europy: Śląsk & Slezsko. Materiały IV Międzynarodowej Konferencji Krytyków i Poetów zorganizowanej przez Miejski Ośrodek Kultury w Czerwionce-Leszczynach 12 września 2003. Red. S. Krawczyk i ... Wyd. Miejski Ośrodek Kultury. Czerwionka-Leszczyny 2004, 85+3 nlb.
- Biografie z Zagłębia. Materiały II Sesji Zagłębiowskiej. Red. M. Kisiel, ... Wyd. Miejska Biblioteka Publiczna im. G. Daniłowskiego. Sosnowiec 2004, ss. 131 + 1 nlb.
- Dialog regionów: Jedność państwa, prywatność regionu. Materiały I Międzynarodowej Konferencji Literackiej zorganizowanej przez Miejski Ośrodek Kultury w Czerwionce-Leszczynach 19 listopada 2004. Red. S. Krawczyk i ... Wyd. Miejski Ośrodek Kultury. Czerwionka-Leszczyny 2005, ss. 80.
- O Janie Pierzchale. Materiały III Sesji Zagłębiowskiej. Sosnowiec, 9 grudnia 2004 roku. Red. M. Kisiel, ... Wyd. Miejska Biblioteka Publiczna im. G. Daniłowskiego Sosnowiec 2005, ss. 125 + 3 nlb.
- Dialog regionów: Śląsk – tożsamość. Materiały II Międzynarodowej Konferencji Literackiej zorganizowanej przez Miejski Ośrodek Kultury w Czerwionce-Leszczynach 21 października 2005. Red. S. Krawczyk, ... Wyd. Miejski Ośrodek Kultury. Czerwionka-Leszczyny 2006, ss. 84.
- Mozaika kultur. Materiały IV Sesji Zagłębiowskiej. Sosnowiec, 1 grudnia 2005 roku. Red. M. Kisiel, ... Wyd. Miejska Biblioteka Publiczna im. G. Daniłowskiego. Sosnowiec 2006, ss. 187 + 18 nlb.
- Pisarze i badacze literatury w Zagłębiu Dąbrowskim. Słownik biobibliograficzny. Red. ... T. 3. Wyd. Miejska Biblioteka Publiczna im. G. Daniłowskiego Sosnowiec 2006, ss.  250.
- Dialog regionów: Śląsk – Zagłębie. Materiały III Międzynarodowej Konferencji Literackiej zorganizowanej przez Miejski Ośrodek Kultury w Czerwionce-Leszczynach. Red. S. Krawczyk, ... Wyd. Miejski Ośrodek Kultury Czerwionka-Leszczyny 2007, ss. 62.
- Symbole Zagłębia. Materiały V Sesji Zagłębiowskiej. Sosnowiec, 30 listopada 2006 roku. Red. M. Kisiel, ... Wyd. Miejska Biblioteka Publiczna im. G. Daniłowskiego. Sosnowiec 2007, ss. 114 + 2 nlb.
- Dialog regionów: Język obrazów. Materiały IV Międzynarodowej Konferencji Literackiej zorganizowanej przez Miejski Ośrodek Kultury w Czerwionce-Leszczynach, 22 listopada 2007. Red. S. Krawczyk, ... Wyd. Miejski Ośrodek Kultury. Czerwionka-Leszczyny 2008, ss. 87 + 3 nlb.
- Zagłębiowskie rody. Materiały VI Sesji Zagłębiowskiej. Sosnowiec, 29 listopada 2007 roku. Red. M. Kisiel, ... Wyd. Miejska Biblioteka Publiczna im. G. Daniłowskiego. Sosnowiec 2008, ss. 150 + 20 nlb.
- Dialog regionów: Język kresów, kresy języka. Materiały V Międzynarodowej Konferencji Literackiej zorganizowanej przez Miejski Ośrodek Kultury w Czerwionce-Leszczynach, 21 listopada 2008. Red. S. Krawczyk, ... Wyd. Miejski Ośrodek Kultury. Czerwionka-Leszczyny 2009, ss. 62 + 2 nlb.
- Artyści z Zagłębia. Materiały VII Sesji Zagłębiowskiej. Sosnowiec, 27 listopada 2008 roku. Red. M. Kisiel, ... Wyd. Miejska Biblioteka Publiczna im. G. Daniłowskiego. Sosnowiec 2009, ss. 118 + 28 nlb.
- Pisarze z Zagłębia. Materiały VIII Sesji Zagłębiowskiej. Sosnowiec, 22–23 października 2009 roku. Red. M. Kisiel, ... Wyd. Miejska Biblioteka Publiczna im. G. Daniłowskiego. Sosnowiec 2010, ss. 196 + 4 nlb.
- Dialog regionów: Tłumacze kultur. Materiały VI i VII Międzynarodowej Konferencji Literackiej zorganizowanej przez Miejski Ośrodek Kultury w Czerwionce-Leszczynach. Red. S. Krawczyk, ... Wyd. Miejski Ośrodek Kultury. Czerwionka-Leszczyny 2010, ss. 106 + 6 nlb.
- Liryka polska XX wieku. Analizy i interpretacje. Seria 5. Red. D. Opacka-Walasek, przy współudz. ... Wyd. Uniwersytetu Śląskiego, Studio 29. Katowice 2010, s. 77–92.
- Architektura Zagłębia. Materiały IX Sesji Zagłębiowskiej. Sosnowiec, 16–17 września 2010 roku. Red. M. Kisiel, ... Wyd. Miejska Biblioteka Publiczna im. G. Daniłowskiego. Sosnowiec 2011, ss. 196 + 4 nlb.
- Przyroda Zagłębia. Materiały X Sesji Zagłębiowskiej. Sosnowiec, 2 grudnia 2011 roku.  Red. M. Kisiel, ... Wyd. Miejska Biblioteka Publiczna im. G. Daniłowskiego. Sosnowiec 2012, ss. 183 + 9 nlb.
- Okolica najbliższa: Nad Bierawką, nad Rudą. Materiały Konferencji Literackiej zorganizowanej przez Miejski Ośrodek Kultury w Czerwionce-Leszczynach. Red. S. Krawczyk, ... Wyd. Miejski Ośrodek Kultury Czerwionka-Leszczyny 2012, ss. 64.
- Światy poetyckie Stanisława Krawczyka. Red. M. Kisiel, … „Śląsk” Wydawnictwo Naukowe. Katowice 2014, ss. 135 + 1 nlb.
- Literatura popularna. T. 2: Fantastyczne kreacje światów. Red. E. Bartos, D. Chwolik, …, K. Niesporek. Wyd. Uniwersytetu Śląskiego. Katowice 2014, ss. 474.
- Światy poetyckie Andrzeja Szuby. Red. M. Kisiel, … „Śląsk” Wydawnictwo Naukowe. Katowice 2016, ss. 173 + 1 nlb.
- Pergamin wspomnień. Szkice o poezji Mariana Kisiela. Red. E. Bartos, …, K. Niesporek. Wyd. słowo / obraz terytoria. Gdańsk 2019, ss. 430.
- W swoją stronę. Antologia młodej poezji Śląska i Zagłębia. Wybór, oprac. i wstęp ... Wyd. EGO [Stowarzyszenie Pisarzy Polskich Oddział w Katowicach]. Katowice 2000, ss. 168 + 4 nlb.
- Zagłębie poetów. Antologia. Red. M. Kisiel, ... Przy współudz. W. Wójcika. Słowo wstępne M. Czarski. Przedm. M. Kisiel, ... Wyd. Gnome. Katowice 2002, ss. 214 + 2 nlb.
- Trzy dekady. Antologia XXX-lecia Stowarzyszenia Pisarzy Polskich Oddziału Śląskiego w Katowicach. Red. …, J. Strządała. Wstęp. … Biblioteka Śląska. Katowice 2020, ss. 247 + 3 nlb.

## Członkostwo towarzystw naukowych i literackich
- Komisja Historycznoliteracka Polskiej Akademii Nauk – Oddział w Katowicach
- Towarzystwo Literackie im. Adama Mickiewicza
- Górnośląskie Towarzystwo Literackie
- Stowarzyszenie Pisarzy Polskich

## Stypendia i nagrody
- Stypendium Fundacji na Rzecz Nauki Polskiej (1998)
- Literacka Nagroda Solidarności „Książka Roku 1997” (za Układy sprawdzeń. W kręgu Nowej Fali, 1998)
- Nagroda III stopnia J.M. Rektora Uniwersytetu Śląskiego w Katowicach (1999)
- Nagroda Miasta Sosnowca za dorobek publicystyczno-naukowy (2006)
- Nagroda Prezydenta Miasta Dąbrowy Górniczej (za osiągnięcia w dziedzinie twórczości artystycznej, upowszechniania i ochrony kultury, kategoria: „za całokształt działalności”, 2007)
- Nagroda II stopnia J.M. Rektora Uniwersytetu Śląskiego w Katowicach za działalność naukowo-badawczą (2013, 2019)

## Odznaczenia
- Srebrny Krzyż Zasługi (2005)
- Odznaka Honorowa „Zasłużony dla Kultury Polskiej” (2005)
- Srebrna Odznaka „Za zasługi dla Uniwersytetu Śląskiego” (2007)
- Order św. Stanisława III klasy (odznaczenie prywatne, 2011)